# Lista över nationalhelgon inom romersk-katolska kyrkan
Lista över nationalhelgon inom romersk katolska kyrkan listar skyddshelgon för jordens länder. Nationalhelgon är skyddshelgon förknippade med en nation, ett land eller en befolkning, till exempel Jeanne d'Arc i Frankrike.
Sankt Erik i Sverige, Sankt Olof i Norge och Sankt Knut i Danmark är skyddshelgon för de respektive skandinaviska länderna.
| Nation                  | Helgon                    |
| ----------------------- | ------------------------- |
| Algeriet                | Cyprianus                 |
| Andorra                 | Vår fru Meritxell         |
| Armenien                | Bartolomaios              |
| Armenien                | Gregorios Upplysaren      |
| Australien              | Evangelisten Markus       |
| Australien              | Frans Xavier              |
| Belgien                 | Josef från Nasaret        |
| Bolivia                 | Francisco Solano          |
| Brasilien               | Vår fru Aparecida         |
| Brasilien               | José de Anchieta          |
| Bulgarien               | Ivan Rilski               |
| Bulgarien               | Kyrillos                  |
| Colombia                | Louis Bertrand            |
| Colombia                | Petrus Claver             |
| Cypern                  | Barnabas                  |
| Danmark                 | Ansgar                    |
| Danmark                 | Knut den helige           |
| Dominikanska Republiken | Dominicus                 |
| Egypten                 | Evangelisten Markus       |
| England                 | Edmund martyren           |
| England                 | Edvard Bekännaren         |
| England                 | Sankt Göran               |
| Etiopien                | Frumentius                |
| Etiopien                | Sankt Göran               |
| Filippinerna            | Lorenzo Ruiz              |
| Filippinerna            | Rosa av Lima              |
| Finland                 | Biskop Henrik             |
| Flandern                | Willibrord                |
| Frankrike               | Sankt Dionysius           |
| Frankrike               | Jeanne d'Arc              |
| Frankrike               | Ludvig den helige         |
| Frankrike               | Jungfru Maria             |
| Frankrike               | Martin av Tours           |
| Frankrike               | Ärkeängeln Mikael         |
| Frankrike               | Remigius av Reims         |
| Frankrike               | Thérèse av Jesusbarnet    |
| Georgien                | Sankt Göran               |
| Georgien                | Nino                      |
| Gibraltar               | Bernhard av Clairvaux     |
| Grekland                | Aposteln Andreas          |
| Grekland                | Sankt Göran               |
| Grekland                | Nikolaus av Myra          |
| Guatemala               | Vår Fru av Rosenkransen   |
| Guatemala               | Pedro de Betancur         |
| Guatemala               | Aposteln Jakob            |
| Indien                  | Frans Xavier              |
| Indien                  | Rosa av Lima              |
| Indien                  | Aposteln Tomas            |
| Iran                    | Maruthas                  |
| Irland                  | Brigid av Kildare         |
| Irland                  | Columba                   |
| Irland                  | Sankt Kevin               |
| Irland                  | Patrick                   |
| Island                  | Þorlákr Þórhallsson       |
| Isle of Man             | Maughold                  |
| Italien                 | Franciskus av Assisi      |
| Italien                 | Katarina av Siena         |
| Japan                   | Frans Xavier              |
| Japan                   | Petrus Döparen            |
| Jordanien               | Johannes Döparen          |
| Kanada                  | Jean de Brébeuf           |
| Kanada                  | Josef från Nasaret        |
| Kanarieöarna            | Jungfrun av Candelaria    |
| Kanarieöarna            | Pedro de Betancur         |
| Katalonien              | Sankt Göran               |
| Kina                    | Frans Xavier              |
| Kina                    | Josef från Nasaret        |
| Korea                   | Andreas Kim Taegon        |
| Korea                   | Josef från Nasaret        |
| Korsika                 | Julia av Korsika          |
| Kroatien                | Hieronymus                |
| Libanon                 | Barbara                   |
| Libyen                  | Cyprianus                 |
| Litauen                 | Johannes av Kęty          |
| Litauen                 | Sankt Göran               |
| Litauen                 | Johannes av Dukla         |
| Litauen                 | Kasimir                   |
| Litauen                 | Kunigunda                 |
| Luxemburg               | Kunigunda                 |
| Luxemburg               | Willibrord                |
| Madagaskar              | Vincent de Paul           |
| Malta                   | Agata                     |
| Malta                   | Sankt Göran               |
| Malta                   | Paulus                    |
| Malta                   | Pius V                    |
| Malta                   | Publius                   |
| Mexiko                  | Felipe de Jesús           |
| Mexiko                  | Josef från Nasaret        |
| Mexiko                  | Jungfru Maria             |
| Moldavien               | Sankt Göran               |
| Moldavien               | Johannes av Suceava       |
| Monaco                  | Devota                    |
| Montenegro              | Sankt Göran               |
| Nederländerna           | Plechelm                  |
| Nederländerna           | Willibrord                |
| Nicaragua               | Aposteln Jakob            |
| Nigeria                 | Patrick                   |
| Norge                   | Olav den helige           |
| Nordmakedonien          | Klemens av Ohrid          |
| Nya Zeeland             | Frans Xavier              |
| Pakistan                | Aposteln Tomas            |
| Papua Nya Guinea        | Ärkeängeln Mikael         |
| Paraguay                | Francisco Solano          |
| Peru                    | Francisco Solano          |
| Peru                    | Josef från Nasaret        |
| Peru                    | Rosa av Lima              |
| Peru                    | Toribio av Mongrovejo     |
| Polen                   | Hyacinth                  |
| Polen                   | Johannes av Kęty          |
| Polen                   | Kasimir                   |
| Polen                   | Kunigunda                 |
| Polen                   | Stanislaus av Kraków      |
| Polen                   | Vojtěch Adalbert av Prag  |
| Portugal                | Franciskus Borja          |
| Portugal                | Gabriel                   |
| Portugal                | Sankt Göran               |
| Portugal                | João de Brito             |
| Portugal                | Vincent av Zaragoza       |
| Rumänien                | Aposteln Andreas          |
| Rumänien                | Johannes av Suceava       |
| Rumänien                | Nicetas                   |
| Ryssland                | Aposteln Andreas          |
| Ryssland                | Basileios den store       |
| Ryssland                | Sankt Göran               |
| Ryssland                | Nikolaus av Myra          |
| Ryssland                | Thérèse av Jesusbarnet    |
| Ryssland                | Vladimir I                |
| San Marino              | Marinus                   |
| Schweiz                 | Gallus                    |
| Schweiz                 | Nikolaus av Flüe          |
| Serbien                 | Sankt Göran               |
| Serbien                 | Sankt Sava                |
| Serbien                 | Stefanos                  |
| Skottland               | Aposteln Andreas          |
| Skottland               | Columba                   |
| Skottland               | David I av Skottland      |
| Skottland               | Margareta av Skottland    |
| Skottland               | Palladius                 |
| Slovakien               | Bruno av Köln             |
| Slovakien               | Kyrillos                  |
| Spanien                 | Aposteln Jakob            |
| Sri Lanka               | Sankt Lars                |
| Sri Lanka               | Aposteln Tomas            |
| Sudan                   | Josephine Bakhita         |
| Sverige                 | Erik den helige           |
| Sverige                 | Heliga Birgitta           |
| Sverige                 | Sigfrid                   |
| Syrien                  | Barbara                   |
| Tjeckien                | Johannes Nepomuk          |
| Tjeckien                | Kyrillos                  |
| Tjeckien                | Ludmila av Böhmen         |
| Tjeckien                | Prokopios                 |
| Tjeckien                | Sigismund av Burgund      |
| Tjeckien                | Vojtěch Adalbert av Prag  |
| Tjeckien                | Wenzel av Böhmen          |
| Tunisien                | Cyprianus                 |
| Tyskland                | Albert av Magdeburg       |
| Tyskland                | Bonifatius (helgon)       |
| Tyskland                | Bruno av Köln             |
| Tyskland                | Sankt Göran               |
| Tyskland                | Sankt Kilian              |
| Tyskland                | Ärkeängeln Mikael         |
| Tyskland                | Petrus Canisius           |
| Tyskland                | Suitbert                  |
| Ukraina                 | Bruno av Köln             |
| Ukraina                 | Josafat Kuncewycz         |
| Ukraina                 | Vladimir I                |
| Ungern                  | Astrik                    |
| Ungern                  | Gerhard Sagredo av Csanád |
| Ungern                  | Stefan I av Ungern        |
| Ungern                  | Vojtěch Adalbert av Prag  |
| Uruguay                 | Aposteln Jakob            |
| Venezuela               | Vår fru av Coromoto       |
| Vietnam                 | Josef från Nasaret        |
| Wales                   | David av Menevia          |
| Österrike               | Josef från Nasaret        |
| Österrike               | Sankt Koloman             |
| Österrike               | Koloman av Stockerau      |
| Österrike               | Leopold III av Österrike  |
| Österrike               | Mauritius                 |
| Österrike               | Severinus av Noricum      |
| Österrike               | Vergilius av Salzburg     |